# Sojusz na rzecz Przyszłości Austrii
Sojusz na rzecz przyszłości Austrii (niem. Bündnis Zukunft Österreich, BZÖ) – austriacka partia polityczna założona w 2005 przez Jörga Haidera, Huberta Gorbacha oraz innych polityków Wolnościowej Partii Austrii (FPÖ).
Partia powstała na skutek rozłamu w szeregach FPÖ. Założyciele BZÖ nie mogli dojść do porozumienia z innymi liderami FPÖ (m.in. z Heinzem Christianem Strache, Andreasem Mölzerem i Ewaldem Stadlerem) i odeszli, zakładając własną partię.
12 października 2008 po tragicznej śmierci Jörga Haidera na nowego szefa sojuszu został desygnowany Stefan Petzner, którego po dziesięciu dniach zastąpił Josef Bucher.

## Wyniki wyborów
| Rok wyborów | Głosy   | % Głosów | Miejsca |
| ----------- | ------- | -------- | ------- |
| 2006        | 193,539 | 4.1%     | 7/183   |
| 2008        | 522,933 | 10.7%    | 21/183  |
| 2013        | 165,746 | 3.53%    | 0/183   |

| Rok wyborów | Głosy   | % Głosów | Miejsca |
| ----------- | ------- | -------- | ------- |
| 2009        | 131,261 | 4.6%     | 1/17    |
| 2014        | 13,208  | 0.47%    | 0/18    |